# Быченкова, Инна Валентиновна
И́нна Валенти́новна Быченко́ва (укр. Інна Валентинівна Биченкова; 5 июня 1941, Киев, СССР — 16 января 2023, Киев, Украина) — советская и украинская художница, художница театра и кино. Заслуженный художник Украины (2003).

## Биография
Окончила Киевский государственный художественный институт (1967, мастерская Н. Духновского). Работала в области живописи, сценографии, кино. Основные произведения: серия «Осень» (1995—1996).
Поставила более шестидесяти спектаклей в различных театрах Киева и Украины, работала доцентом и преподавателем в Художественном институте.
С 1983 года работала в кинематографе, как художница по костюмам и художница-постановщица приняла участие в создании нескольких десятков кинофильмов и телесериалов.
Некоторые работы Быченковой находятся в частных коллекциях России, Латвии, Литвы, США, Китая и Украины.
Член Национального союза театральных деятелей Украины (1971), Национального союза художников Украины (1976), Национального союза кинематографистов Украины (1989).
Скончалась 16 января 2023 года. Похоронена в колумбарии Байкового кладбища (участок № 17/1, 4 ряд, 531 место).

## Награды и звания
- Приз Международного кинофестиваля славянских и православных народов «Золотой Витязь» (1993) за лучшее изобразительное решение в фильме «Гетманские клейноды»[4]
- Заслуженный художник Украины (2003)[1]

## Фильмография
Художница по костюмам
- 1984 — «Два гусара»
- 1985 — «Володя большой, Володя маленький»
- 1986 — «Короли и капуста»
- 1986 — «Храни меня, мой талисман»

Художница-постановщица
- 1984 — «Капитан Фракасс» (в соавторстве с Марией Левитской)
- 1986 — «Золотая цепь»
- 1987 — «Рыжая фея»
- 1988 — «Автопортрет неизвестного»
- 1988 — «Поляна сказок»
- 1990 — «Распад» (в соавторстве с Василием Зарубой)
- 1991 — «Ночь самоубийцы»
- 1992 — «В той области небес…»
- 1992 — «Дорога никуда»
- 1993 — «Гетманские клейноды»
- 1994 — «Шестой час последней недели любви»
- 1995 — «Гелли и Нок»
- 1997 — «Седьмой маршрут»
- 1997 — «Хиппиниада, или Материк любви»
- 2000 — «Чёрная рада»
- 2002 — «Кукла»
- 2002 — «Под крышами большого города»
- 2003 — «Право на защиту»
- 2004 — «Я тебя люблю»
- 2005 — «Золотые парни»
- 2005 — «Происки любви»
- 2007 — «Юнкера»
- 2008 — «Сюрприз»
- 2012 — «Подпоручикъ Ромашовъ»